# Sheila Allen
Sheila Allen, conosciuta anche come Sheila Mathews (New York, 2 febbraio 1929 – 15 novembre 2013), è stata un'attrice statunitense.
Sposata con il produttore Irwin Allen ha lavorato in varie serie televisive e film prodotti dal marito soprattutto negli anni settanta e ottanta. 

## Filmografia parziale

### Cinema
- La stirpe dei dannati (Children of the Damned), regia di Anton Leader (1963)
- L'avventura del Poseidon (The Poseidon Adventure), regia di Ronald Neame (1972)
- L'inferno di cristallo (The Towering Inferno), regia di John Guillermin (1974)
- Le strabilianti avventure di Superasso (Viva Knievel!), regia di Gordon Douglas (1977)
- Ormai non c'è più scampo (When Time Ran Out...), regia di James Goldstone (1980)
- L'isola di Pascali (Pascali's Island), regia di James Dearden (1988)

### Televisione
- Il prigioniero (The Prisoner) - serie TV, episodio 1x03 (1967)